# Доронин, Юрий Петрович
Доронин Юрий Петрович (1927 — 28 августа 2011) — профессор, доктор физико-математических наук, профессор РГГМУ, заслуженный деятель науки Российской Федерации (1995), старейшина советской школы океанологов, автор классического учебника «Физика океана».

## Биография
Поступил в 1946 г. в Ленинградского высшего инженерного морского училища имени адмирала С. О. Макарова на океанологический факультет. После окончания училища в 1952 г. был направлен в АНИИ и зачислен на должность младшего научного сотрудника. В ААНИИ он активно занимался проблемами взаимодействия атмосферы и океана в Арктическом регионе и математическим моделированием ледовых процессов в арктических морях.
В феврале 1970 г. Юрий Петрович переходит Ленинградский гидрометеорологический институт, заняв по конкурсу должность заведующего кафедрой океанологии, и начинает этап плодотворной научно-педагогической деятельности.
В период с 1972 по 1980 г. Ю. П. Доронин был ректором ЛГМИ, затем он снова возглавляет кафедру океанологии.

## Труды
Источник — электронные каталоги РНБ
- Региональная океанология — Ленинград : Гидрометеоиздат, 1986.
- Взаимодействие атмосферы и океана : Гидрометеоиздат, 1981.
- Морской лед — Ленинград : Гидрометеоиздат, 1975.